# Don van Dijke
Dit overzicht is mogelijk incompleet; u kunt helpen door het uit te breiden.
Don van Dijke is een Nederlands acteur. Naast televisiewerk doet hij voornamelijk veel in het theater. Het bekendst is hij waarschijnlijk als Chefpiet, een van de Pieten uit De Club van Sinterklaas.

## Filmografie
- Slot Marsepeinstein (2013-heden) als Smartpiet
- Sinterklaas & Pakjesboot 13 (2006) als Chefpiet
- De Club van Sinterklaas (1999-2002, 2005) als Chefpiet
- Hallo, met Sinterklaas (1998) als Hoofdpiet
- Pittige Pepernoten (1997) als Chefpiet

## Theater
- Alleen op de wereld (2012-2013) als Vitalis
- Snoepwinkel van Zevensloten (2008) als J.P.M. Flik
- Nijntje op vakantie (2007) als Opa Pluis
- De Zwavelstokken (2006) als Vader Zwavelstok
- Nijntje is er weer (2004) als Opa Pluis, Brandweerman 1 en Schoolmeester
- Tristan en Isolde (2004), regie
- Acteur op Dag tegen Geweld (2003)
- Nijntje de Musical (2001-2003) als Opa Pluis
- The Name of the Helper (1997)
- Robin Hood (1997) als Broeder Tuck
- Repelsteeltje (1997) als Dronken Dirk
- Strijd (1986)